# كأس صربيا 2005–06
كأس صربيا 2005–06 هو موسم من كأس صربيا ‏. أقيم خلال الفترة 20 سبتمبر 2005 وحتى 10 مايو 2006، وأشرف على تنظيمه اتحاد صربيا لكرة القدم، وكان عدد الأندية المشاركة فيه 32، وفاز فيه النجم الأحمر بلغراد.